# Winston Simon
Pour les articles homonymes, voir Simon.
Winston « Spree » Simon, né en 1930 à Laventille et mort le 18 avril 1976, est un musicien trinidadien spécialiste de steel drum. Il est l'un des pionniers de cet instrument.